# Witmarsum (Brazilië)
Witmarsum is een gemeente in de Braziliaanse deelstaat Santa Catarina. De gemeente telt 3.584 inwoners (schatting 2009).
De plaats is gesticht door Duitse mennonieten, die in 1930 vanuit Rusland zich hier vestigden. De plaats werd vernoemd naar het Friese Witmarsum, de geboorteplaats van Menno Simons. Uiteindelijk bleek de grond te weinig op te brengen en een deel van de kolonisten vertrok naar Paraná om daar een nieuwe nederzetting te bouwen, eveneens met de naam Witmarsum.